# 大仪之战
大仪之战，1134年（金太宗天会十二年，宋高宗绍兴四年）九月，宋金战争中，南宋军队在大仪镇（今江苏省扬州市西北）地区，击败金朝军队与伪齐联军的伏击战。
岳飞收复襄阳六郡之战后，伪齐皇帝刘豫向金求援，金太宗命元帅左监军完颜宗弼率军五万，与伪齐军联合，从淮阳（今江苏省邳州市西南）兵分两路，南下攻宋。企图先以骑兵攻克滁州，步兵攻克承州（今江苏省高邮市），渡江会攻临安（今浙江省杭州市）。九月二十六日，金军攻楚州（今江苏省淮安市），宋淮东宣抚使韩世忠军从承州退守镇江。宋廷派工部侍郎魏良臣等赴金军乞和，并派韩世忠自镇江北上扬州，阻止金军渡长江。十月初四，韩世忠率兵进驻扬州后，即命部将解元守承州，攻打金军步兵。亲率骑兵至大仪镇抵挡金朝骑兵。十月十二日，魏良臣一行路过扬州，韩世忠故意出示避敌守江的指令，佯装回师镇江。魏良臣走后，韩世忠即率骑兵前往大仪，在一片沼泽地域将兵马分为五阵，设伏二十余处，准备迎击金军。第二日，金将万夫长聂儿孛堇从魏良臣口中得知韩世忠退守镇江，于是命部将挞孛也等率领数百骑攻打扬州附近江口，进至大仪镇东。韩世忠亲率轻骑挑战诱敌，将金军诱入伏击区，伏兵四起，金军弓刀无所施。韩世忠命精骑包抄合击，并命背嵬军各持长斧，上劈人胸，下砍马足，金军陷于泥淖之中，伤亡残重，金将挞孛也等二百余人被俘，其余大部被歼灭。